# Laleh-Zar
 (novembre 2018).
Si vous disposez d'ouvrages ou d'articles de référence ou si vous connaissez des sites web de qualité traitant du thème abordé ici, merci de compléter l'article en donnant les références utiles à sa vérifiabilité et en les liant à la section « Notes et références ».

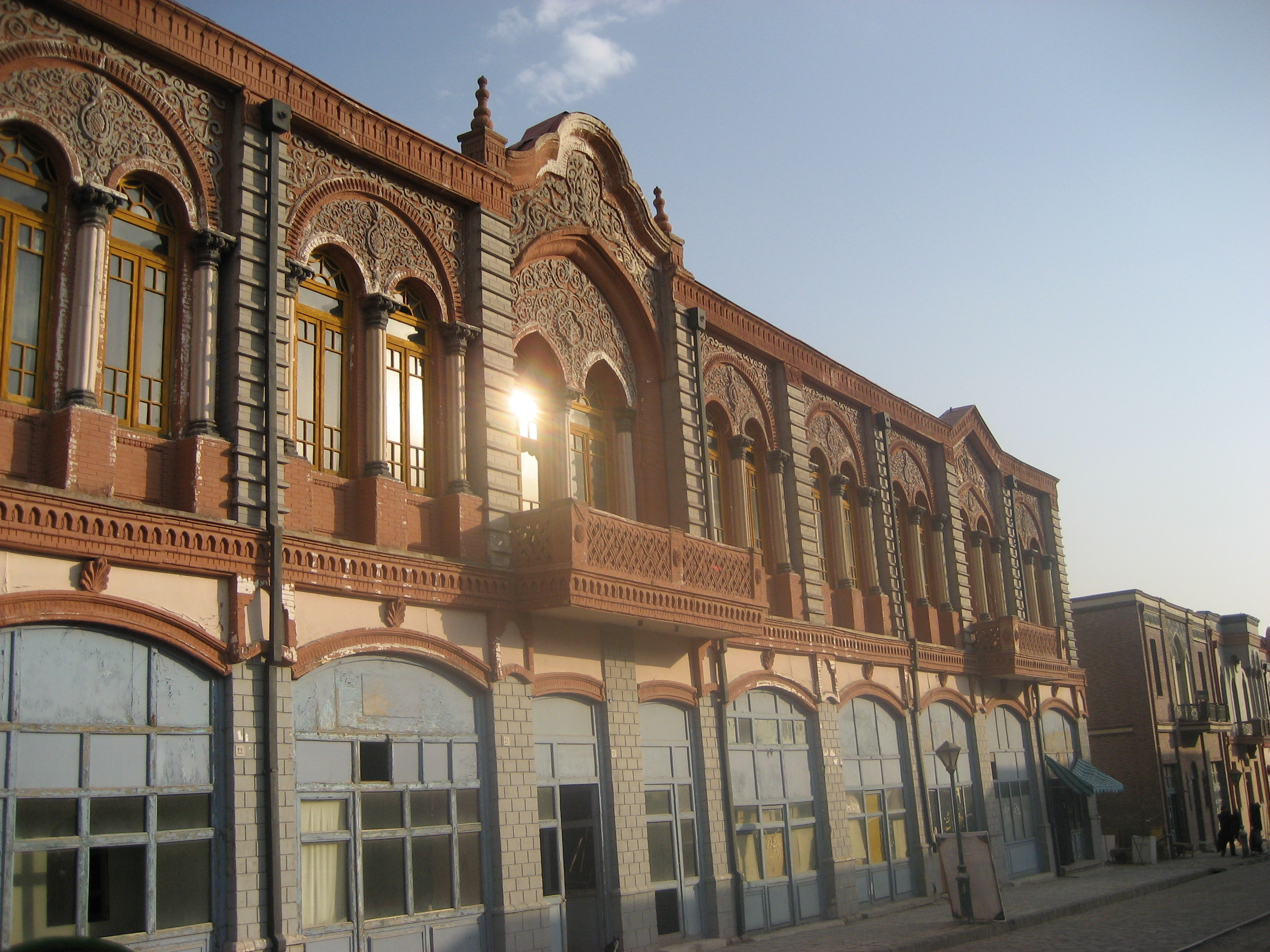
Un decour du quartier de Laleh-Zar à la Cité de cinéma Ghazali

Laleh-Zar (en persan: لاله‌زار) 35° 41′ 38″ N, 51° 25′ 23″ E est le nom d'un quartier et une avenue ancienne du centre-ville du Vieux Téhéran. Laleh-Zar, surnommée Les Champs-Élysées de Téhéran, était autrefois le symbole de nouveauté et d’art iraniens. La plupart des salles de théâtre, restaurants, commerces, cabarets, « pyaleh-frooshi », maisons de couture, salles de cinéma, et les grands magasins renommés s’y trouvaient.

## Historique
Dès son retour de son premier voyage en Europe, Nasseredin Shah s’est fait tout de suite l’idée de faire construire une avenue somptueuse à l’exemple des Champs-Élysées de Paris, donnant l’ordre de le faire à travers les jardins fleuris de Laleh-Zar et partager les terrains de deux côtés à la Noblesse de la cour.
À l’époque de la Dynastie Pahlavi, les chanteurs de la musique populaire iranienne, comme Mahvash, Afat, Ghassem Jebeli, Tajik, Roohparvar, Ali Nazari, Aghassi, et Soussan, chantaient sur les scènes laleh-zariennes: Cabaret Moulin Rouge, Café Ofogh-e Talaee, Grand Hotel, Café Ray, Café Noor, Café Laleh-Zar, etc.
Mirzadeh Eshghi (poète, journaliste et homme politique iranien à l'époque de Reza Pahlavi) et Aref (poète connu pour ses compositions des premières chansons persanes à l'époque de la révolution constitutionnelle de l'Iran), à leur tour, ont mis en scène leurs plus grands spectacles en présentant au public les jeunes hommes et jeunes filles habillés en costumes de la dernière mode européenne, donnant ainsi l’exemple à une élite qui passait désormais dans l'avenue Laleh-Zar, fréquentant des salles et salons régulièrement. 

## Actualité
De nos jours, Laleh-zar est une vieille avenue dans un quartier de l’ancien centre ville où on ne trouve que des petits magasins de vente d’appareils électriques. De toutes les grandes salles de cinéma de la belle époque, il ne reste que quelques-unes : Sara (ancien Venus), Laleh (ancien Rex), Khorshidno, Ferdowsi, Mayak, Iran, Taban, Roudaki, Shahrzad. On la surnomme aujourd'hui le « cimetière des théâtres. »